# Barton, Oregon
Barton là một cộng đồng chưa hợp nhất trong Quận Clackamas, Oregon, Hoa Kỳ, nằm trên Xa lộ Oregon 224 gần Sông Clackamas.
Barton được một người định cư tên là  E. H. Burghardt đặt tên theo tên của Barton, Wisconsin. Burghardt xây dựng một nhà máy và kho chứa bột nằm gần cửa Lạch Deep và sau đó ông trở thành bưu điện trưởng của bưu điện Barton hoạt động từ năm 1896 đến năm 1935.